# 구월동

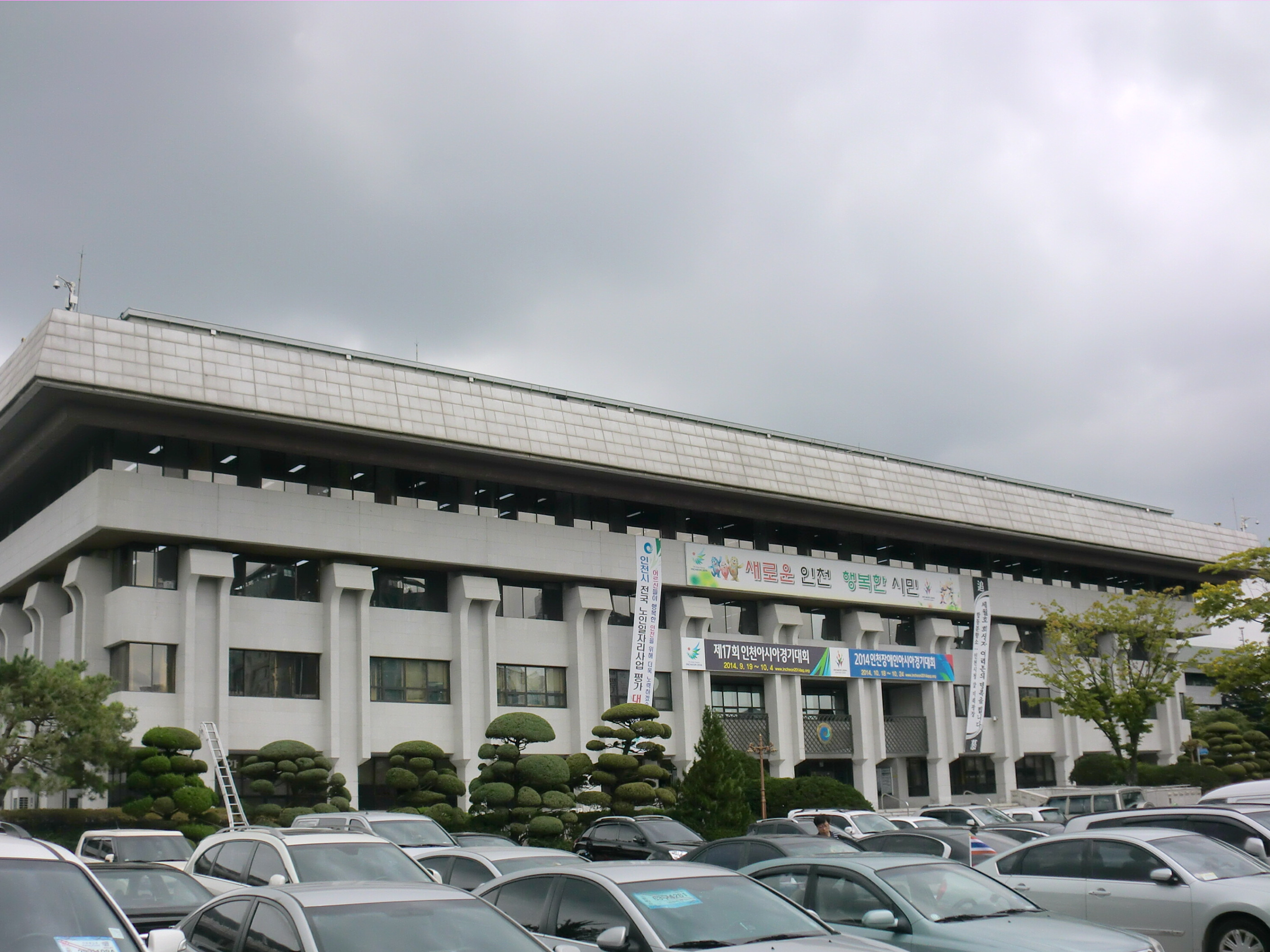
인천광역시청 청사 전경

구월동(九月洞)은 대한민국 인천광역시 남동구의 법정동이다. 관내에 인천광역시청이 소재해 있으며 그 외 다수의 공공기관, 금융업 기업체 및 교육기관의 집중지로 인천의 경제·문화·행정의 요충지로 자리매김하고 있다.

## 유래
구월동은 소래산의 주안봉 줄기가 서쪽으로 뻗어 한 구릉을 이루었는데 그 형태가 마치 거북이와 같다고 하여 구월산(龜*山)이라고 불렀으며, 1914년 일제가 토지조사를 실시하면서 복잡한 한자어를 쉬운 글자로 대체한다는 명목으로 '아홉 구(九)'와 '달 월(月)'을 따서 구월리(九月里)로 바꾸었다. 1914년 부천군 다주면 구월리로 편제되었다가, 1936년 부천군 문학면으로 이관되었다.
1940년 인천부로 재편입되면서 정지정(鄭志町)이 되었다가, 1946년 구월동으로 개칭되었다. 본래는 큰구월, 작은구월, 전자울, 큰성말과 같은 자연부락이었다.

## 연혁
- 1968년 1월 1일 : 인천시 남구 구월동
- 1982년 7월 23일 : 구월1, 2동으로 분동
- 1988년 1월 1일 : 남구에서 남동구 분구됨에 따라 남동구 구월1동, 구월2동이 됨
- 1991년 8월 26일 : 구월1, 3동으로 분동
- 1993년 12월 1일 : 구월1, 4동으로 분동
- 2015년 7월 31일 : 구월1동과 구월3동의 관할 구역이 조정됨[3]

## 주요 기관
- 인천광역시청
- 인천광역시교육청
- 인천광역시경찰청
- 한국방송통신대학교 인천지역대학

## 교육

### 구월1동
- 상아초등학교
- 신월초등학교
- 성리초등학교
- 정각초등학교
- 만월초등학교
- 구월초등학교
- 구월중학교
- 인천성리중학교
- 구월여자중학교
- 미추홀도서관
- 중앙도서관

### 구월2동
- 간석초등학교
- 석촌초등학교
- 정각초등학교
- 간석초등학교
- 석천초등학교
- 정각중학교
- 구월중학교

### 구월3동
- 구월서초등학교
- 동인천중학교

## 교통
철도
- 인천시청역
- 석천사거리역
- 모래내시장역

도로
- 인주대로
- 남동대로
- 호구포로
- 구월로
- 백범로[4]
- 매소홀로
- 구월남로
- 청능대로

## 사진
행정복지센터

구, 주민센터 또는 종합청사 또는 복합청사 내 시설물, 행정복지센터(이하, 복합청사 건물 내 민원실) 앞과 주차장에는 보통 폐기물스티커발급기와 전기차충전기, 무인민원발급기가 보급이 잘 되어 있는 편이다 구월1동 ~ 4동까지 모두 보편화된 장비들이다.

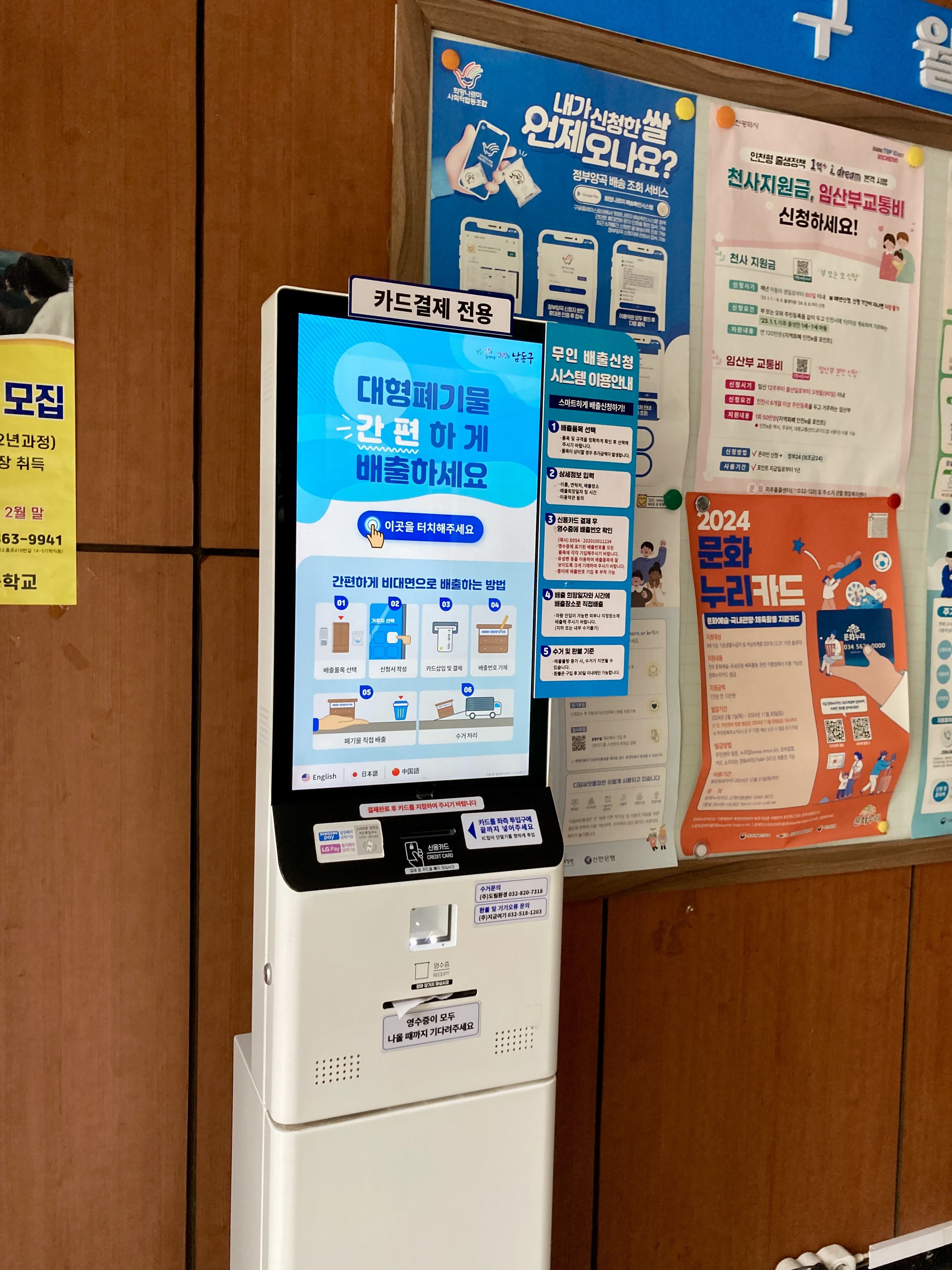
폐기물스티커발급기
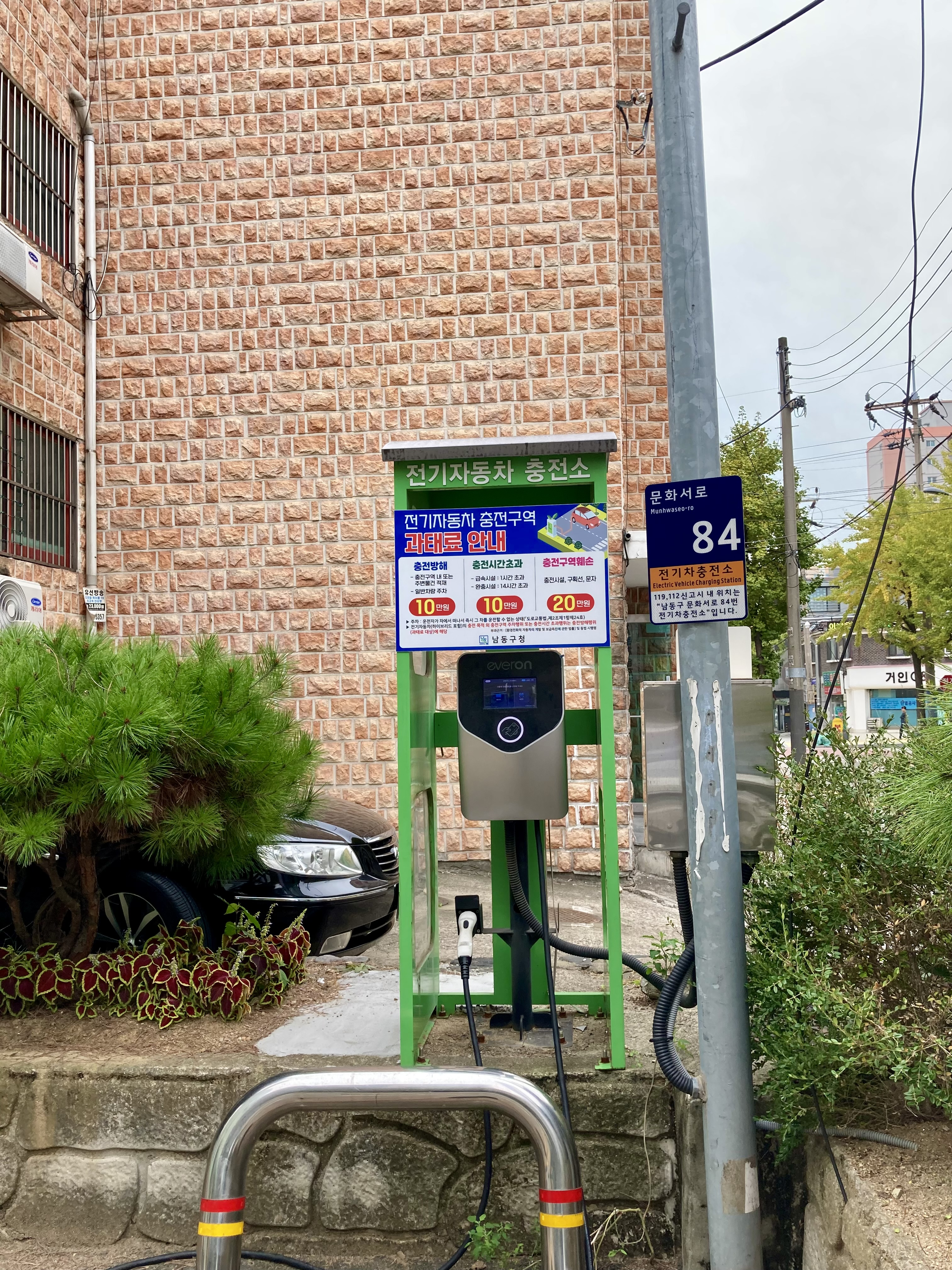
전기차충전기
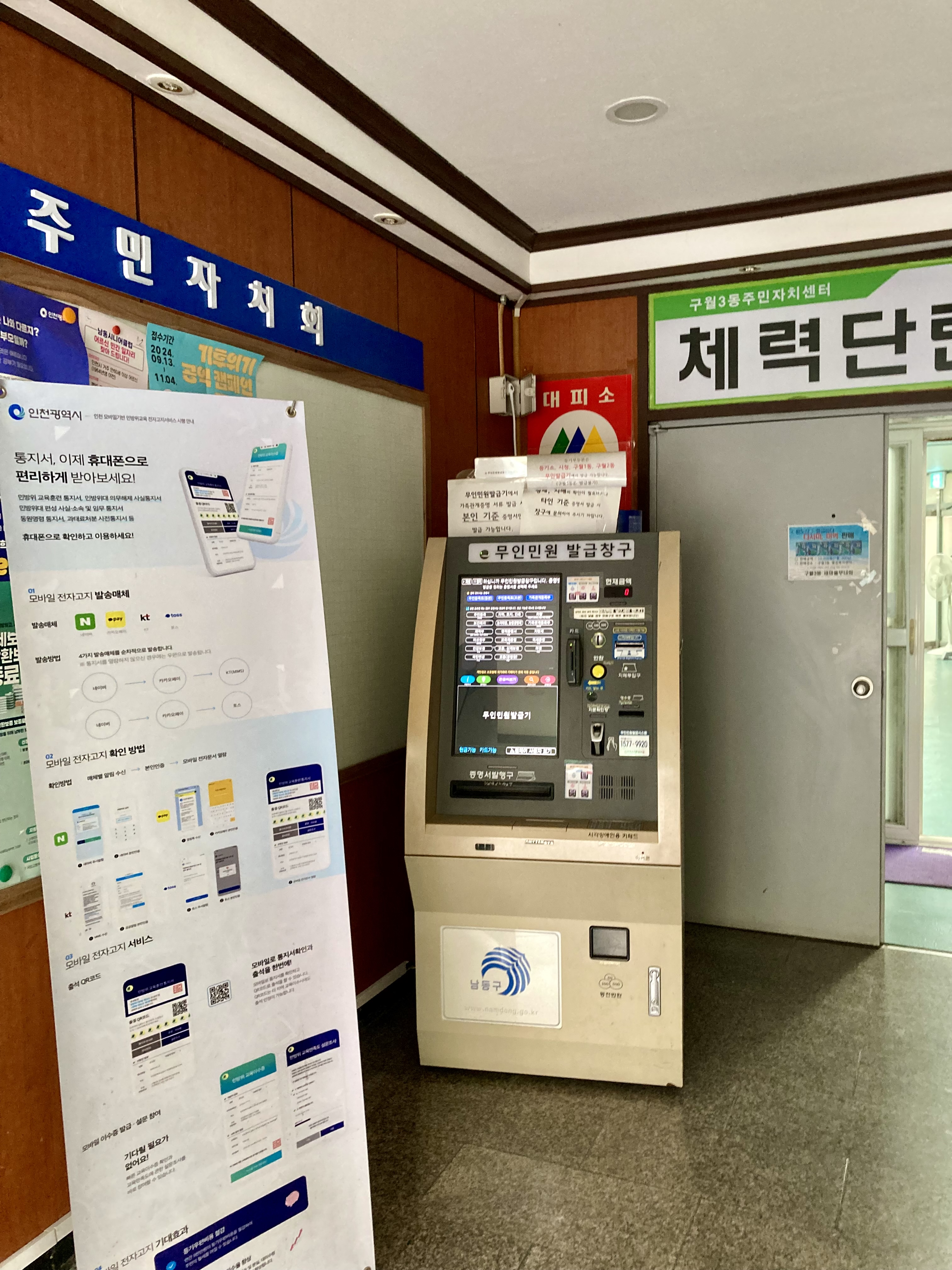
무인민원발급기

주요장소

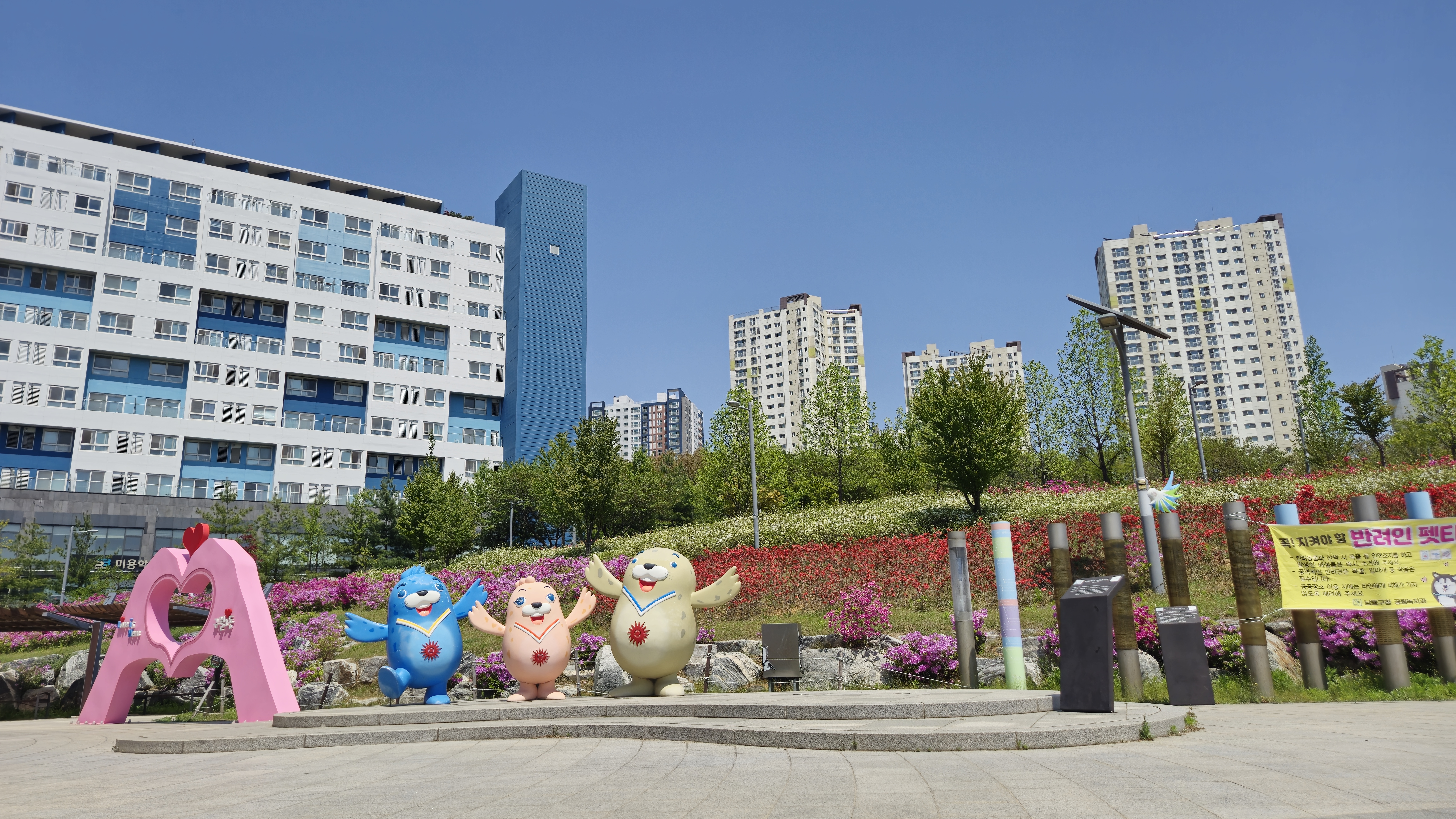
구월아시아드근린공원(인천아시안게임2014 기념광장)
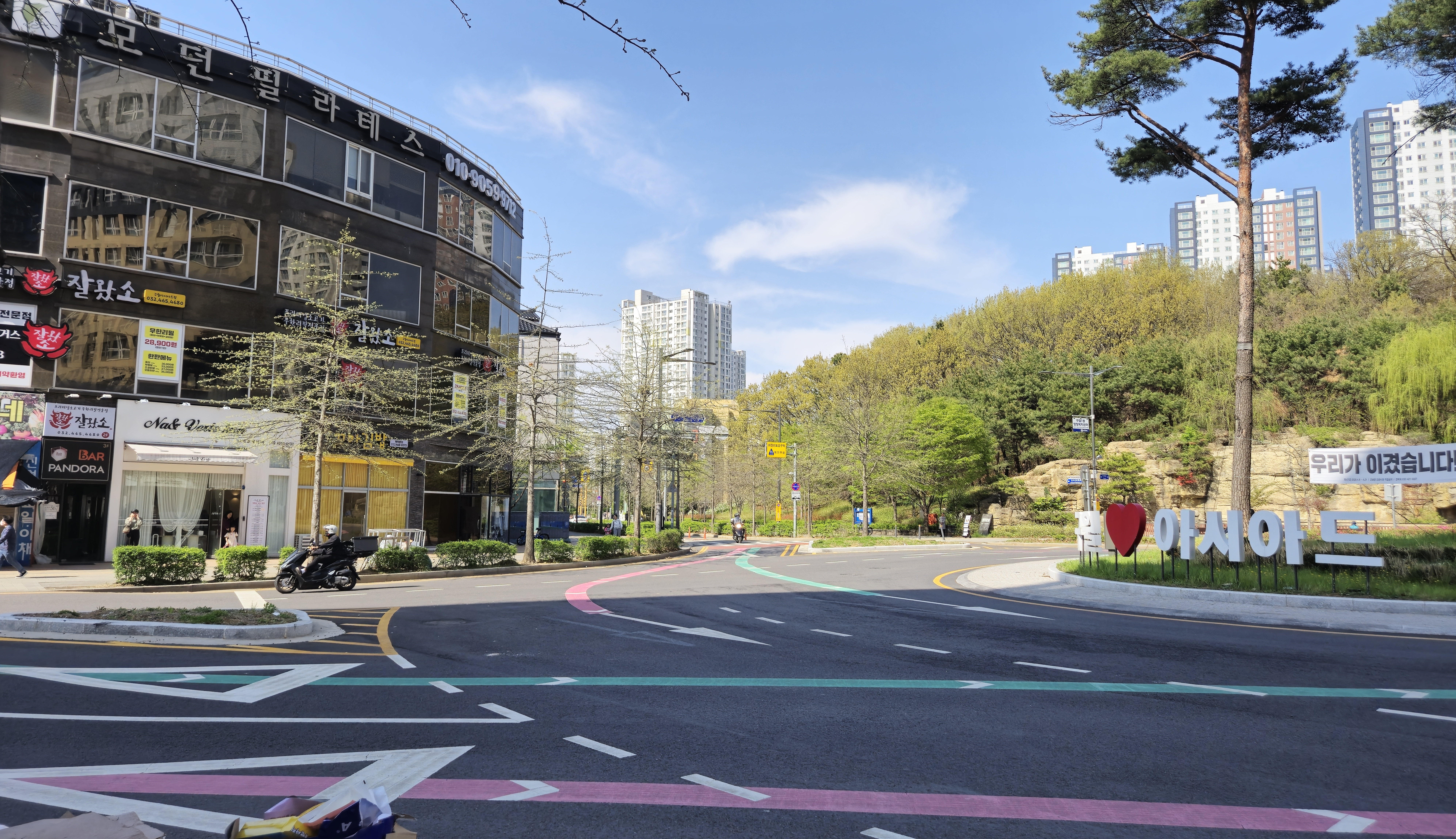
선수촌로터리
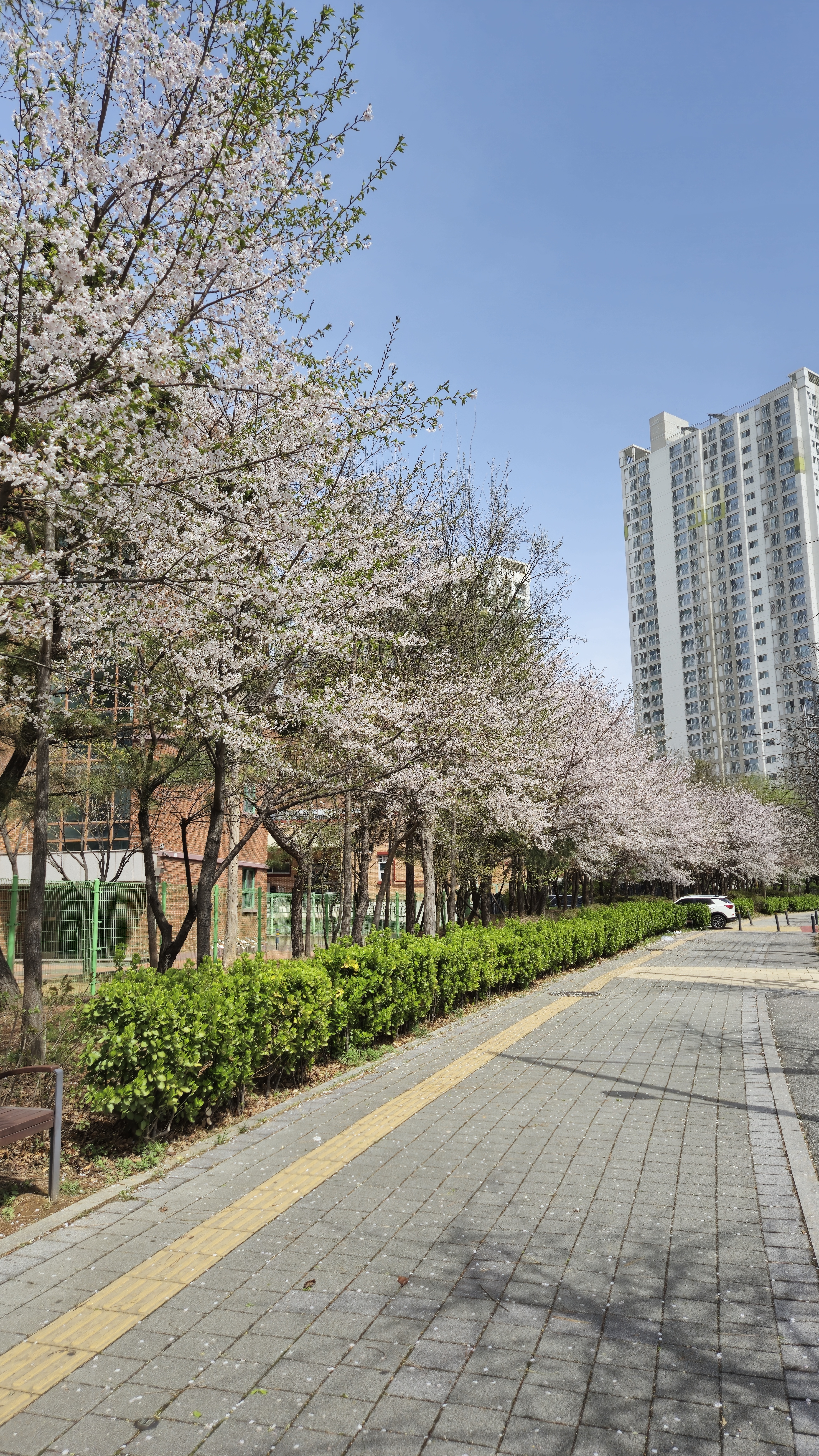
구월동 선수촌공원로
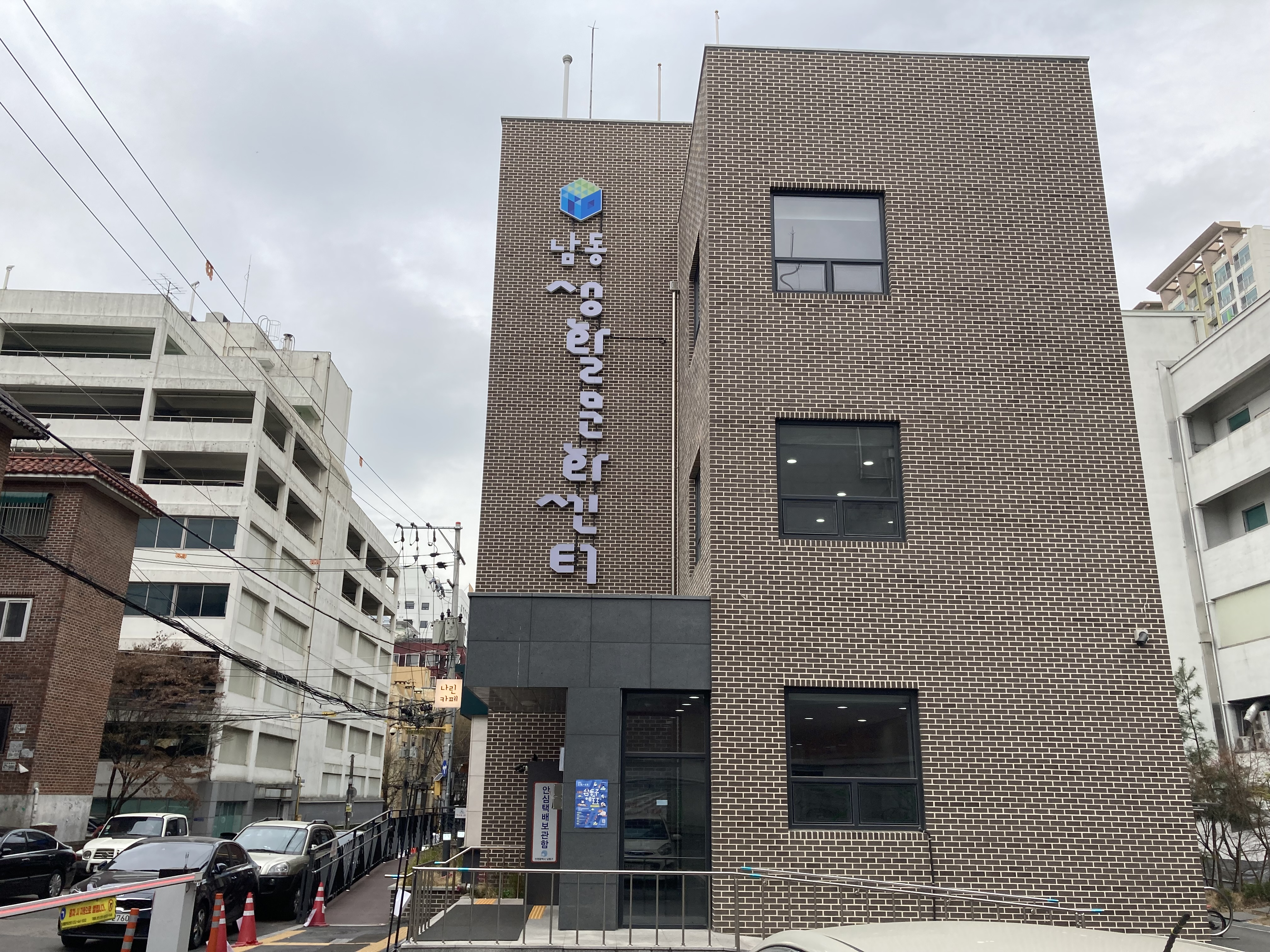
남동생활문화센터
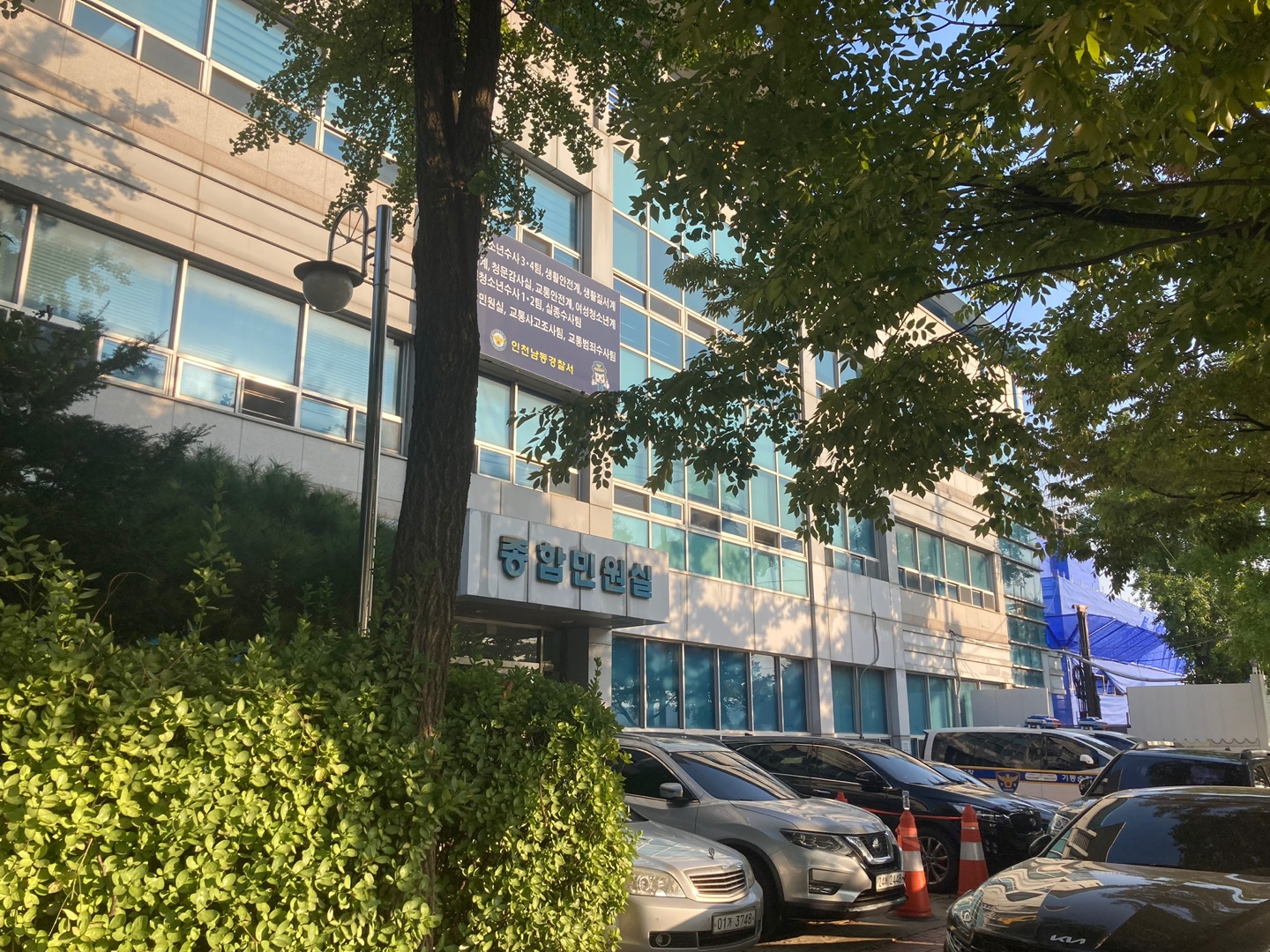
남동경찰서
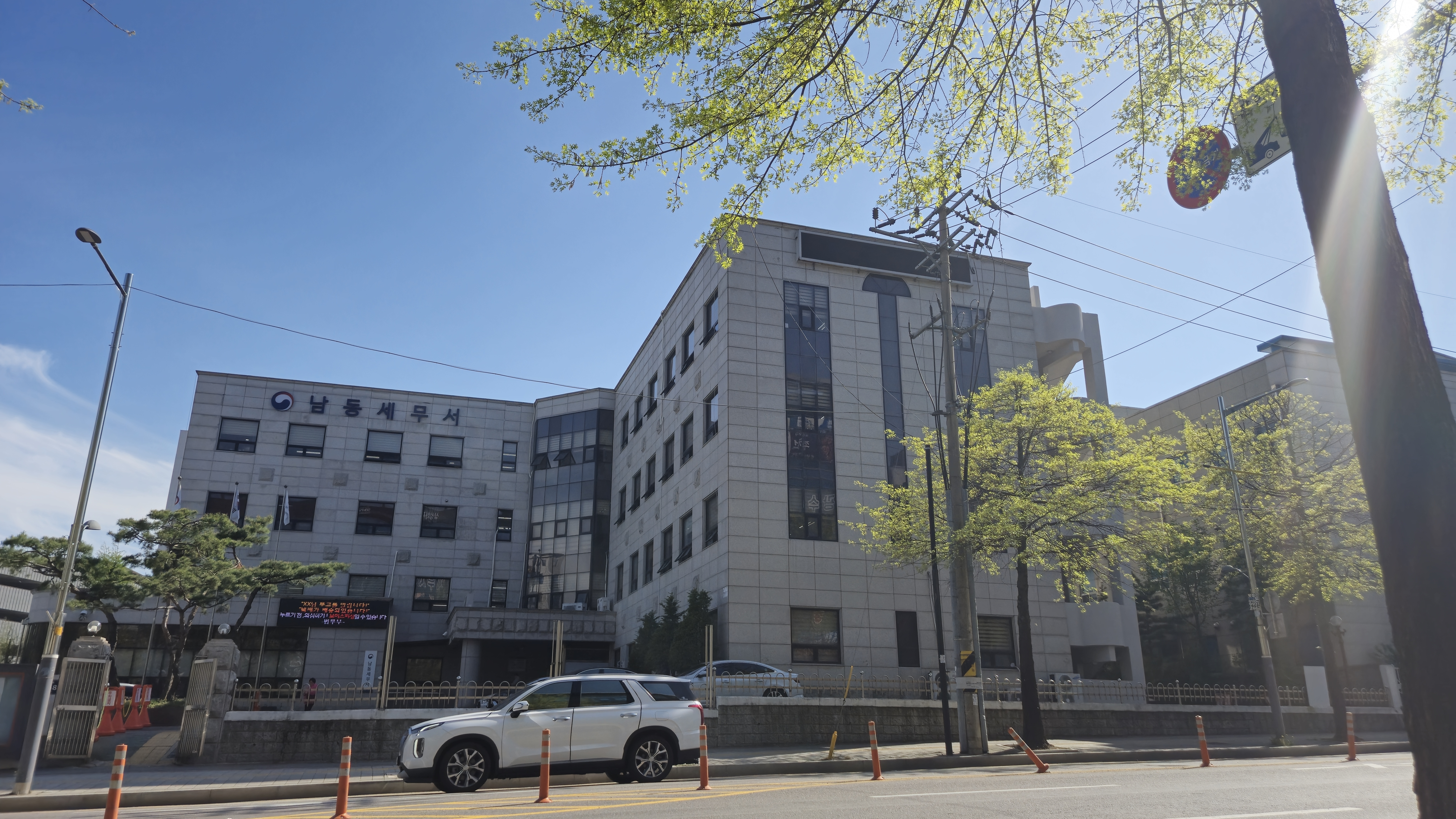
남동세무서
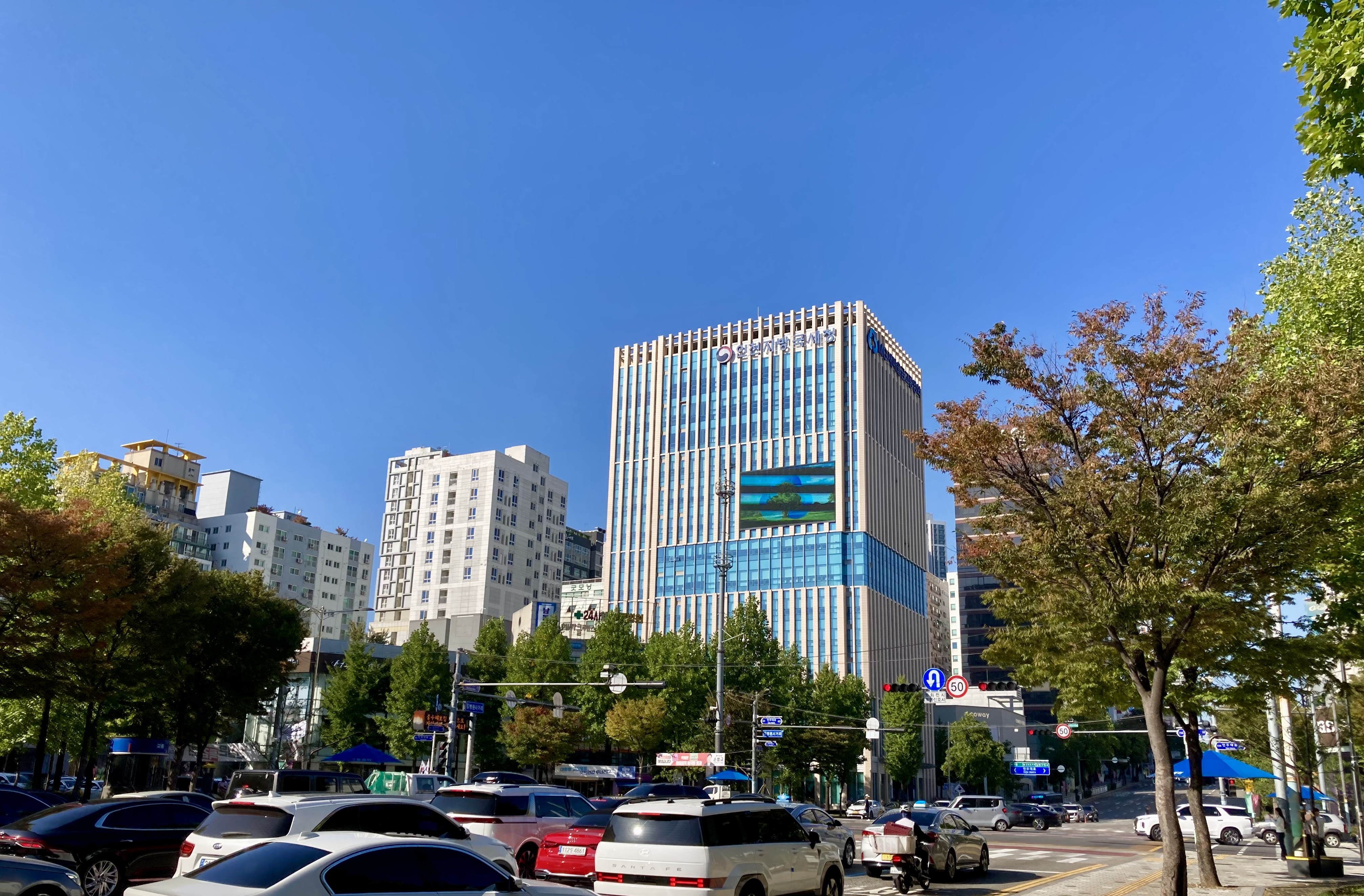
인천지방국세청
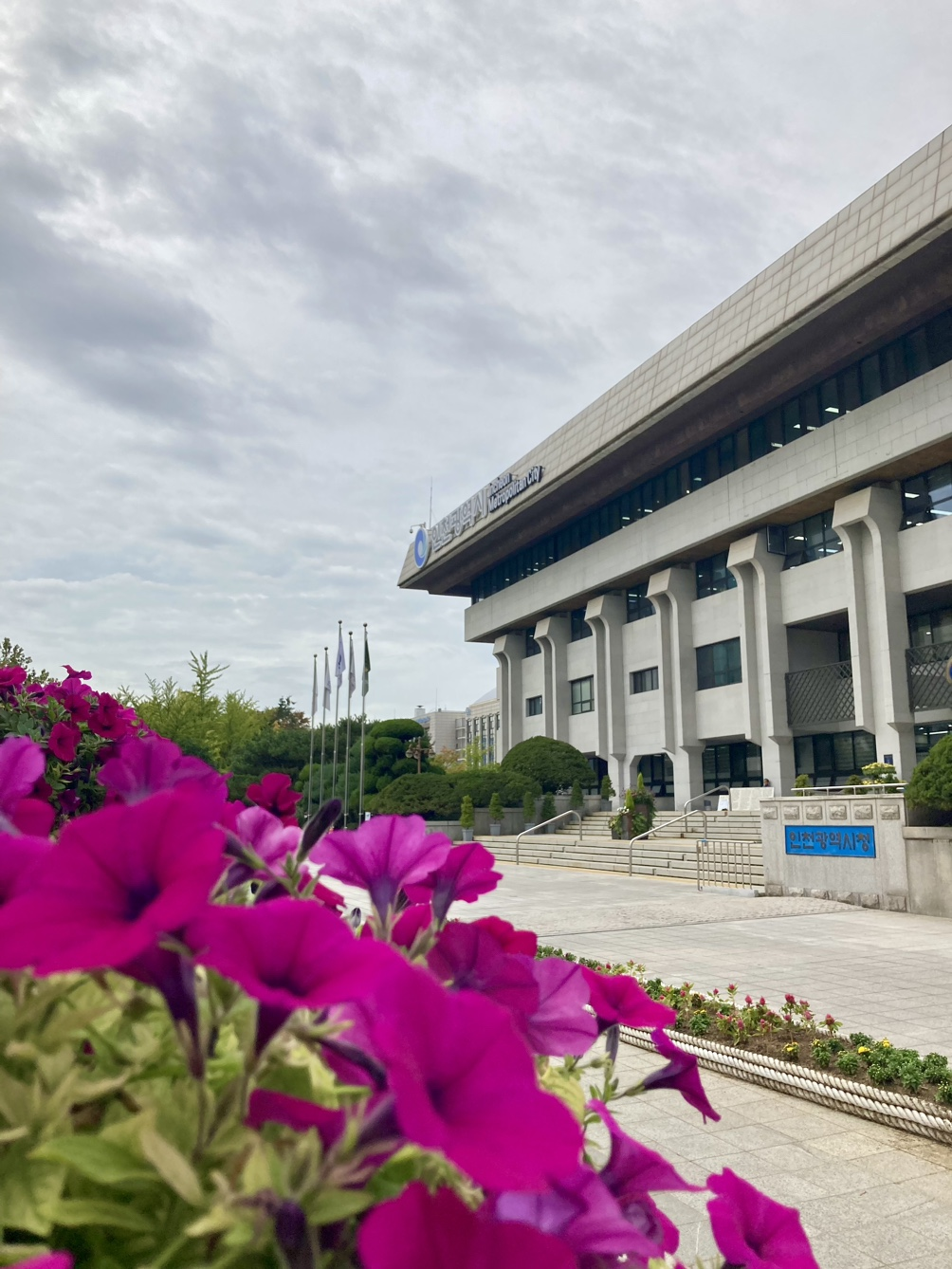
인천시청
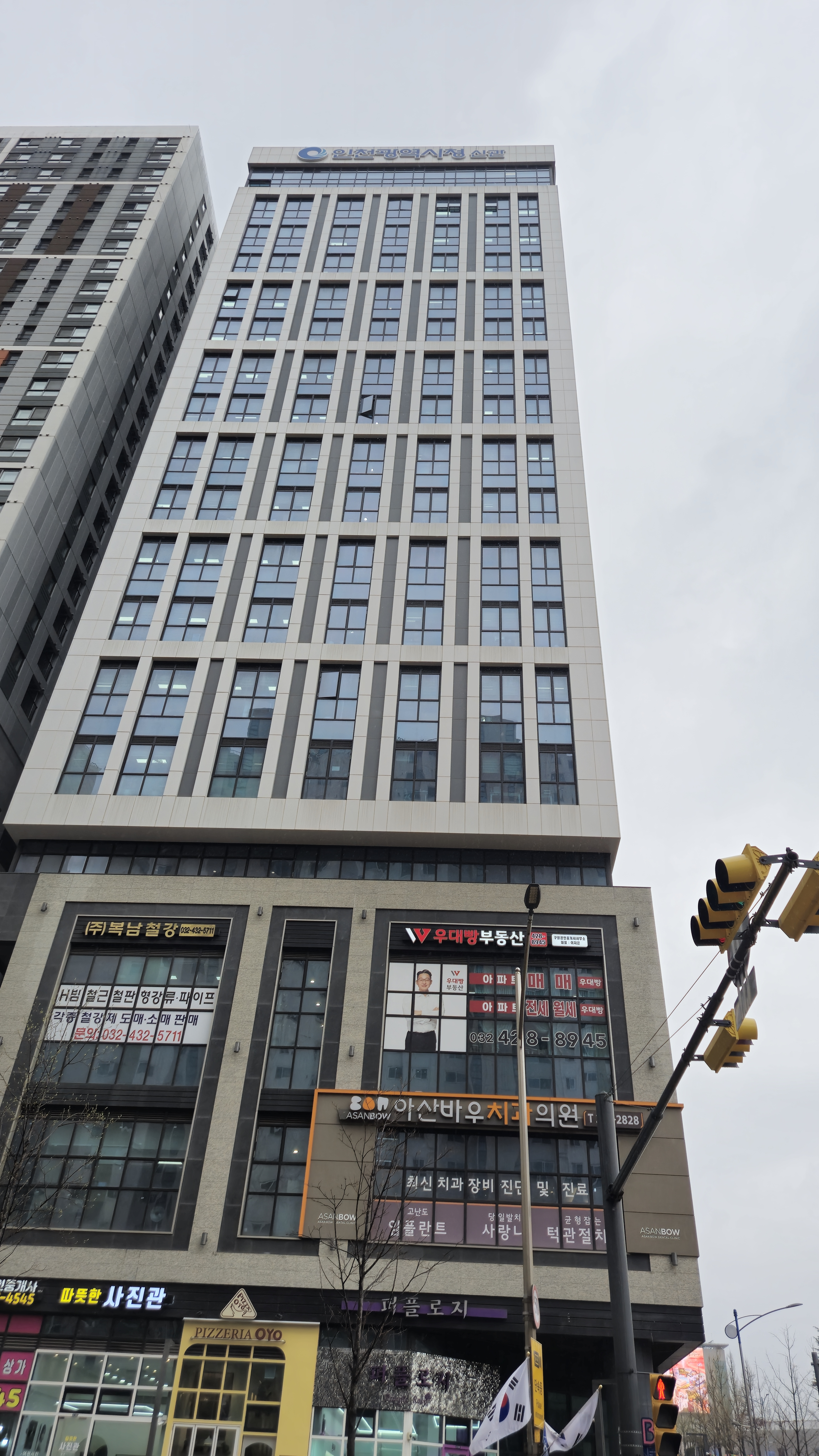
인천광역시 신관

## 주거
- 구월 힐스테이트 & 롯데캐슬 골드[5]
- 구월 아시아드선수촌아파트 1단지
- 구월 아시아드선수손아파트 2단지
- 구월 아시아드선수촌 8단지
- 구월 아시아드선수촌 7단지
- 구월 아시아드선수촌 6단지
- 구월 한내들퍼스티지아파트
- 구월 아시아드선수촌센트럴자이
- 구월 아시아드선수촌5단지

## 의료 시설
- 가천대 길병원